# Cố Quốc Nguyên Vương
Cố Quốc Nguyên Vương (?-371, trị vì 331-371) là vị quốc vương thứ 16 của Cao Câu Ly, vương quốc cực bắc trong Tam Quốc Triều Tiên. Ông là con trai của Mỹ Xuyên Vương và Vương hậu họ Chu. Tên húy của ông là Tư Do. Ông được phong làm thế tử năm 314 và trở thành vua sau cái chết của phụ thân. Ông được gọi là Chiêu Liệt đế (Soyeol-je, 소열제, 昭烈帝) trong Tùy thư, song đây là sai lầm khi sao chép cuốn Ngụy thư trước đó. Bởi vì cũng vào thời kỳ đó cũng có Thác Bạt Ế Hòe là Liệt đế (烈帝) của nước Đại.
Cao Câu Ly phải đối mặt với sự phá phách vủa những người Tiên Ti Mộ Dung. Thành Hoàn Đô từng bị họ phá hủy vào năm 341, và người Tiên Ti dùng người Cao Câu Ly như những lao động nô lệ. Phù Dư cũng bị Tiên Ti tàn phá vào năm 346, bán đảo Triều Tiên cũng trở thành đích đến của người Tiên Ti di cư.
Ông trị vì vào khoảng thời gian vương quốc khá suy yếu, và có một triều đại bất hạnh. Ông đã gửi cống nạp đến nước Tiền Yên của người Tiên Ti sau khi họ xâm chiếm kinh đô Cao Câu Ly năm 342 và giam cầm vương hậu cùng các phu nhân của quốc vương.
Kinh đô tạm thời được chuyển đến Bình Nhưỡng. Đáp lại sự bành trướng của Bách Tế, Cố Quốc Nguyên Vương đã lãnh đạo một cuộc tấn công vào năm 369 song không thành công. Vua Bách Tố là Cận Tiếu Cổ Vương đã xâm lược Cao Câu Ly năm 371 và con trai là Tu đã giết chết Cố Quốc Nguyên Vương trong trận chiến ở thành Bình Nhưỡng. Người con trai là Cao Khâu Phu kế vị.